# 珍珠梅族
珍珠梅族（Sorbarieae）是蔷薇科的一个族，属于桃亚科。 包含柏枝梅属（Adenostoma）、蓍叶梅属（Chamaebatiaria）、珍珠梅属（Sorbaria）、蕨绣菊属（Spiraeanthus）。